# Eerste klasse schaken 1929/30
Het seizoen 1929/30 was het tiende seizoen van de Eerste klasse, de hoogste Nederlandse schaakcompetitie voor schaakverenigingen. Vijf clubs strijden om het landskampioenschap, dat door de Amsterdamsche Schaakclub werd gewonnen.
Schaakclub Utrecht, dat als laatste geëindigd was, moest play-off wedstrijden spelen tegen de beste ploeg uit de Tweede klasse (Bussums Schaakgenootschap). Ondanks dat Utrecht beide wedstrijden met grote cijfers verloor (3-7 en 2-8), mocht de club aanblijven in de Eerste klasse. De schaakbond besloot het aantal clubs in de Eerste klasse uit te breiden tot zes.

## Eindstand
| # | Team    | MP | BP  |
| - | ------- | -- | --- |
| 1 | ASC     | 7  | 25½ |
| 2 | VAS     | 6  | 24  |
| 3 | DD      | 5  | 20½ |
| 4 | NRSV    | 2  | 16  |
| 5 | Utrecht | 0  | 14  |

### Legenda
|  | Landskampioen          |
|  | Play-off om degradatie |

Eerste klasse

1920/21 · 1921/22 · 1922/23 · 1923/24 · 1924/25 · 1925/26 · 1926/27 · 1927/28 · 1928/29 · 1929/30 · 1930/31 · 1931/32 · 1932/33 · 1933/34 · 1934/35 · 1935/36 · 1936/37 · 1937/38 · 1938/39 · 1939/40 · 1940/41 · 1941/42
Hoofdklasse

1942/43 · 1943/44 · 1944/45 · 1945/46 · 1946/47 · 1947/48 · 
1948/49 · 1949/50 · 1950/51 · 1951/52 · 1952/53 · 1953/54 · 1954/55 · 1955/56 · 1956/57 · 1957/58 · 1958/59 · 1959/60 · 1960/61 · 1961/62 · 1962/63 · 1963/64 · 1964/65 · 1965/66 · 1966/67 · 1967/68 · 1968/69 · 1969/70 · 1970/71 · 1971/72 · 1972/73 · 1973/74 · 1974/75 · 1975/76 · 1976/77 · 1977/78 · 1978/79 · 1979/80 · 1980/81 · 1981/82 · 1982/83 · 1983/84 · 1984/85 · 1985/86 · 1986/87 · 1987/88 · 1988/89 · 1990/91 · 1991/92 · 1992/93 · 1993/94 · 1994/95 · 1995/96
Meesterklasse

1996/97 · 1997/98 · 1998/99 · 1999/00 · 2000/01 · 2001/02 · 2002/03 · 2003/04 · 2004/05 · 2005/06 · 2006/07 · 2007/08 · 2008/09 · 2009/10 · 2010/11 · 2011/12 · 2012/13 · 2013/14 · 2014/15 · 2015/16 · 2016/17 · 2017/18· 2018/19 · 2019/20 · 2020/21 · 2021/22 · 2022/23 · 2023/24 · 2024/25